# Henry F. Urban

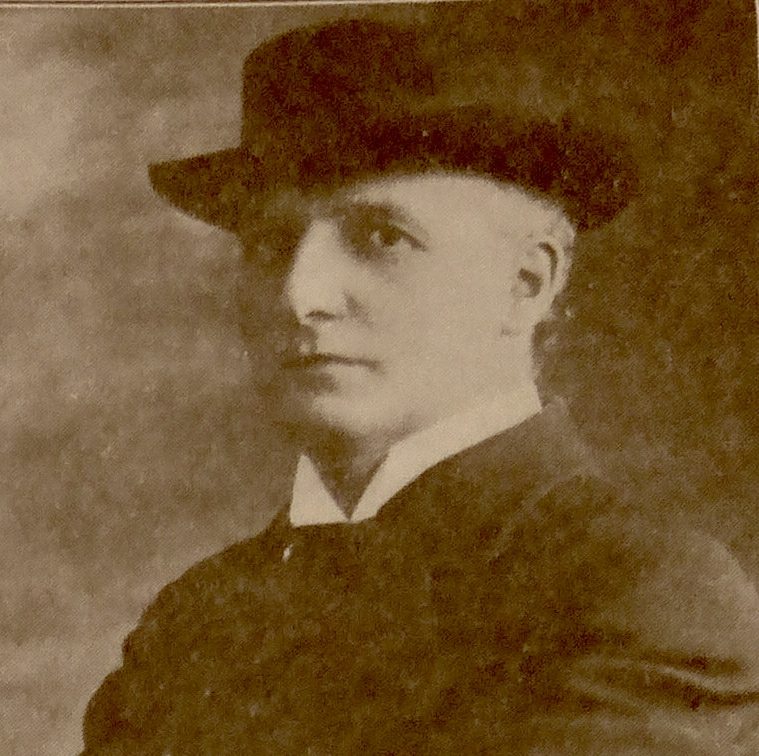
Henry F. Urban

Henry F. Urban (* 13. Februar 1862 in Berlin; † 13. Mai 1924 in New York) war ein deutsch-amerikanischer Schriftsteller und Journalist.

## Leben
Henry F. Urban stammte aus einer Berliner Familie und wanderte 1887 in die USA aus. 1899 wurde er in New York eingebürgert. In den folgenden Jahren schrieb er von dort für die Münchner Jugend, das Berliner Tageblatt und den Berliner Lokal-Anzeiger. Erzählungsbände und ein Roman über das Leben in Amerika machten ihn in Deutschland bekannt.

## Werke
- Just Zwölf. Yankee-Schnurren und anderes. Berlin 1903
- Die Maus Lula. Tragisches und Tragikomisches. Berlin 1904
- Aus dem Dollarlande. Berlin 1906
- Die drei Dollarjäger aus Berlin. Eine heitere New Yorker Geschichte. Berlin 1910
- Die Entdeckung Berlins. Berlin 1911
- Katzen-Müller und andere Erzählungen. Leipzig 1913
- Die Entdeckung Berlins. Neu herausgegeben von Michael Bienert, Berlin 2014, ISBN 978-3-942476-96-6